# Estació de Camp de l'Arpa
Camp de l'Arpa és una estació de la L5 del Metro de Barcelona situada sota el carrer Indústria al districte de Sant Martí de Barcelona.
L'estació va entrar en servei el 1970 com a part de la Línia V amb el nom de Campo del Arpa fins que el 1982 amb la reorganització dels números de línies i canvis de nom d'estacions va adoptar el nom actual.
El febrer del 2024 un home va agredir en aquesta estació totes les dones presents. Finalment, l'home va ser detingut i investigat.
| Metro de Barcelona     |                         |       |            |                        |
| Procedència/Destinació | <                       | Línia | >          | Procedència/Destinació |
| Cornellà Centre        | Sant Pau \| Dos de Maig |       | La Sagrera | Vall d'Hebron          |

## Accessos
- Passeig Maragall
- Carrer Indústria